# Nectophrynoides
Nectophrynoides là một chi trong họ Cóc (Bufonidae). Chi này đặc hữu vùng rừng và đất ngập nước dãy núi Vòng cung Đông của Tanzania. Trừ N. tornieri, các loài này đều đang bị đe doạ. Các loài chi Nectophrynoides thụ tinh trong; cóc cái đẻ ra con non. Cùng Nimbaphrynoides (từng nằm trong Nectophrynoides) và Limnonectes larvaepartus, đây là một trong số ít ếch nhái không đẻ trứng. Chi Altiphrynoides (gồm cả Spinophrynoides) đẻ trứng cũng từng được đặt trong Nectophrynoides.

## Loài
Chi Nectophrynoides gồm 13 loài hiện được chấp nhận.
| Danh pháp và tác giả                                                | Tên thường gọi (tiếng Anh) |
| ------------------------------------------------------------------- | -------------------------- |
| Nectophrynoides asperginis Poynton, Howell, Clarke & Lovett, 1999   | Kihansi spray toad         |
| Nectophrynoides cryptus Perret, 1971                                | secret tree toad           |
| Nectophrynoides frontierei Menegon, Salvidio & Loader, 2004         | frontier forest toad       |
| Nectophrynoides laevis Menegon, Salvidio & Loader, 2004             | smooth forest toad         |
| Nectophrynoides laticeps Channing, Menegon, Salvidio & Akker, 2005  |                            |
| Nectophrynoides minutus Perret, 1972                                | minute tree toad           |
| Nectophrynoides paulae Menegon, Salvavidio, Ngalason & Loader, 2007 |                            |
| Nectophrynoides poyntoni Menegon, Salvidio & Loader, 2004           | Poynton's forest toad      |
| Nectophrynoides pseudotornieri Menegon, Salvidio & Loader, 2004     | pseudo forest toad         |
| Nectophrynoides tornieri (Roux, 1906)                               | Tornier's Tree Toad        |
| Nectophrynoides vestergaardi Menegon, Salvidio & Loader, 2004       | Vestergaard's forest toad  |
| Nectophrynoides viviparus (Tornier, 1905)                           | Morogoro tree toad         |
| Nectophrynoides wendyae Clarke, 1988                                | Uzungwe Scarp tree toad    |